# 中本真彰
中本 真彰（なかもと まさあき、1990年12月10日 - ）は、広島県出身の日本のサッカー選手。ポジションはゴールキーパー。SRC広島に所属し、中国サッカーリーグや天皇杯、国民体育大会などに出場している。7人制サッカー（ソサイチ）ではFC LISEM societyに所属し、ソサイチ日本代表としてアジアカップで優勝、ベストGK賞を受賞している。

## 経歴

### 学歴
広島市立中野小学校、広島市立瀬野川中学校、広島県立安芸南高等学校、比治山大学を卒業。

### クラブ歴
社会人ではスクデットを経て、SRC広島に加入。ソサイチではFC LISEM societyに所属している。

## サッカー戦績

### SRC広島
- 2019年：中国サッカーリーグ 優勝[5]
- 2020年：CSL Championship “c-1” 優勝[6]
- 2020年：地域チャンピオンズリーグ出場[7]
- 2023年：全広島選手権大会 優勝[8]
- 2023年：天皇杯出場[9]
- 2024年：全国社会人サッカー選手権大会 ベスト8[10]
- 2024年：中国サッカーリーグ ベストイレブン受賞[11]

### 国体（国民体育大会）
広島県代表として2017年、2022年、2023年、2025年に選出され、2023年には中国ブロック予選優勝、本大会出場を果たした。

## ソサイチ戦績

### FC LISEM society
- 2023年：中国リーグ 優勝、ベストセブン選出[13]
- 2024年：中国リーグ 優勝、ベストセブン選出[14]

### 日本代表
2024年、ソサイチ日本代表に選出され、アジアカップに出場。優勝とともにベストGK賞を受賞した。